# J'aime Hydro
J’aime Hydro est une pièce de théâtre documentaire en 5 épisodes de la comédienne Christine Beaulieu, présentée pour la première fois en 2016 au Festival TransAmériques par Les Productions Porte Parole.

## Argument
Christine Beaulieu, à l'invitation de la dramaturge Annabel Soutar, a enquêté sur la relation que les Québécois entretiennent avec la compagnie Hydro-Québec. Cette pièce est le résultat de plusieurs années de recherche et de pérégrinations d'un bout à l'autre du Québec. Pour élaborer sa réflexion, la comédienne a rencontré des dizaines de personnes directement touchées par le développement électrique, ainsi que plusieurs acteurs de milieux engagés. Dans la pièce, elle pose la question de la pertinence de continuer de construire des barrages. Elle parle aussi de la structure complexe d’Hydro-Québec, des questionnements environnementaux et des problèmes de sécurité des travailleurs sur les chantiers.
Sur scène, Christine Beaulieu joue son propre rôle, celui d’une citoyenne qui fait face à ses peurs, dont celles de ne pas avoir la capacité et les connaissances pour mener à bien le projet et celle de poser trop de questions, c'est-à-dire de déranger un important commanditaire du milieu du théâtre en général (Hydro-Québec).

## Distribution
- Christine Beaulieu : elle-même
- Mathieu Gosselin
- Mathieu Doyon

## Fiche technique
- Écriture et idéation : Christine Beaulieu
- Dramaturgie : Annabel Soutar
- Mise en scène : Philippe Cyr
- Conception sonore : Mathieu Doyon
- Environnement sonore et sonorisation : Frédéric Auger
- Vidéo : Gonzalo Soldi
- Décor : Odile Gamache
- Costumes : Julie Breton
- Éclairages : Erwann Bernard
- Direction technique : Normand Vincent et Jean Duchesneau

## Prix
- Prix Michel-Tremblay, meilleur texte créé à la scène en 2016-2017, CALQ[4],[5]
- Meilleur spectacle de l’année, Association québécoise des critiques du théâtre[6]